# Hector Malot
Hector-Henri Malot, conosciuto anche solo come Hector Malot (La Bouille, 20 maggio 1830 – Fontenay-sous-Bois, 18 luglio 1907), è stato uno scrittore francese.

## Biografia
Hector Malot nasce il 20 maggio 1830 da Marie-Anne-Victoire Lebourgeois e Jean Baptiste Malot, entrambi al secondo matrimonio. La madre si era sposata nel gennaio 1818 con Laurent Narcisse Lelargue, capitano di lungo corso, morto sei anni più tardi di febbre gialla nelle Antille. Il padre, notaio imperiale e sindaco di La Bouille, era rimasto vedovo nel 1821. Dalla loro unione nasceranno due figli; il primogenito Victor, fratello di Hector, morirà in tenera età.

### Infanzia e adolescenza

#### Da Le Bouille a Bosc-Bénard-Commin
Hector trascorre i suoi primi anni di vita a La Bouille, nel dipartimento della Senna Marittima nella regione della Normandia, vicino alle foreste di Roumare e della Londe. Questo luogo, con i paesaggi e le suggestioni di viaggio offerte dai mercantili di passaggio, rimarrà nell'immaginario dell'autore e anche nella maggior parte delle sue opere, ambientate spesso in area normanna. Vive qui con la famiglia: il padre era un notaio dal carattere rigido, mentre la madre, più conciliante nei confronti del figlio, ne accetterà e incoraggerà successivamente la vocazione letteraria.
Nell'ottobre del 1835, i Malot lasciano le rive della Senna per trasferirsi a Bosc-Bénard-Commin, nel dipartimento Eure, in seguito alla nomina di Jean-Baptiste Malot a giudice di pace nel dipartimento di Bourgtheroulde e alla conseguente cessione del suo studio notarile di La Bouille al genero. Il trasferimento dalla zona portuale di La Bouille alla campagna fa nascere in Malot l'interesse per la natura, in particolare per la botanica, una passione che durerà per tutta la sua vita. Sotto la guida di un contadino, acquisisce le prime nozioni in materia, approfondendone successivamente gli aspetti più teorici a scuola.

#### Nel collegio a Rouen
All'età di nove anni, nell'ottobre del 1839, Hector viene mandato a Rouen per frequentare la scuola media. All'epoca è un ragazzino ribelle, appassionato di lettura: a scuola durante le interrogazioni manifesta una propensione ai lunghi racconti, anche improvvisati.
Tre anni più tardi, nel 1842, entra al Liceo Corneille di Rouen, dove lo stesso Gustave Flaubert aveva studiato dieci anni prima. I suoi studi non sono brillanti: le sue preferenze, all'epoca, sono per la storia, ed è proprio il professore di storia, che non si atteneva strettamente al programma scolastico ma offriva anche altri spunti di studio e riflessione, a fornire un impulso fondamentale alla creatività di Malot, che prenderà coscienza della propria vocazione letteraria, approfondita successivamente al liceo Henri-IV di Parigi.

### Il debutto letterario e vita familiare

#### Arrivo a Parigi: un inizio difficile
Malot arriva a Parigi nel 1847, all'età di 17 anni, e consegue la maturità al liceo Henri-IV due anni dopo. Costretto per volere paterno ad iscriversi a giurisprudenza, intraprende per tre anni gli studi di diritto lavorando inizialmente in uno studio notarile. Nel 1853 abbandona la professione di notaio contro il volere del padre per seguire le sue ambizioni letterarie. Il periodo che va dal 1853 al 1857 è particolarmente duro per lo scrittore: cerca, senza successo, di scrivere una pièce teatrale, che diverrà la base, venticinque anni dopo, del romanzo Pompon. Non riuscendo a debuttare nel mondo della letteratura, per potersi mantenere intraprende l'attività di giornalista. Grazie alla sua competenza in botanica riesce ad ottenere il suo primo incarico scrivendo undici articoli dedicati all'orticoltura e all'agricoltura, tra il 1855 e il 1857, per il periodico Le journal pour tous, proprietà della casa editrice Hachette, specializzato nella pubblicazione di lunghi racconti e curiosità inedite. Nel 1855 partecipa inoltre, sempre in qualità di giornalista specializzato in botanica, all'Esposizione universale dei prodotti dell'agricoltura, dell'industria e delle belle arti di Parigi agli Champs-Elysées. La carriera giornalistica, pur non soddisfacendo pienamente le sue aspirazioni di scrittore, gli permette di mantenersi senza l'aiuto del padre.

#### Da Moisselles a Fontenay-sous-Bois
Occupato da una parte dal suo lavoro di giornalista e distratto, dall'altra, dalla vita parigina, Malot si trova nell'incapacità di concludere la scrittura del suo primo romanzo. Decide così di raggiungere i genitori che, lasciata la Normandia, si erano stabiliti nel piccolo villaggio di Moisselles, nella Val-d'Oise. Nella tranquillità di questi luoghi riesce a portare a compimento l'opera, Les Amants, che pubblicata nel 1859, gli fa ottenere una notorietà improvvisa.
Nell'ottobre 1862 la morte della madre Marie-Anne-Victoire tocca profondamente lo scrittore, che due anni dopo si trasferirà con il padre a Fontenay-sous-Bois, vicino a Parigi, dove vivrà in uno chalet, dedicandosi a lavoro e famiglia. A un anno dalla morte del padre, avvenuta nel 1866, sposa Anna Dariès, dalla cui unione nascerà Lucie, sua unica figlia.

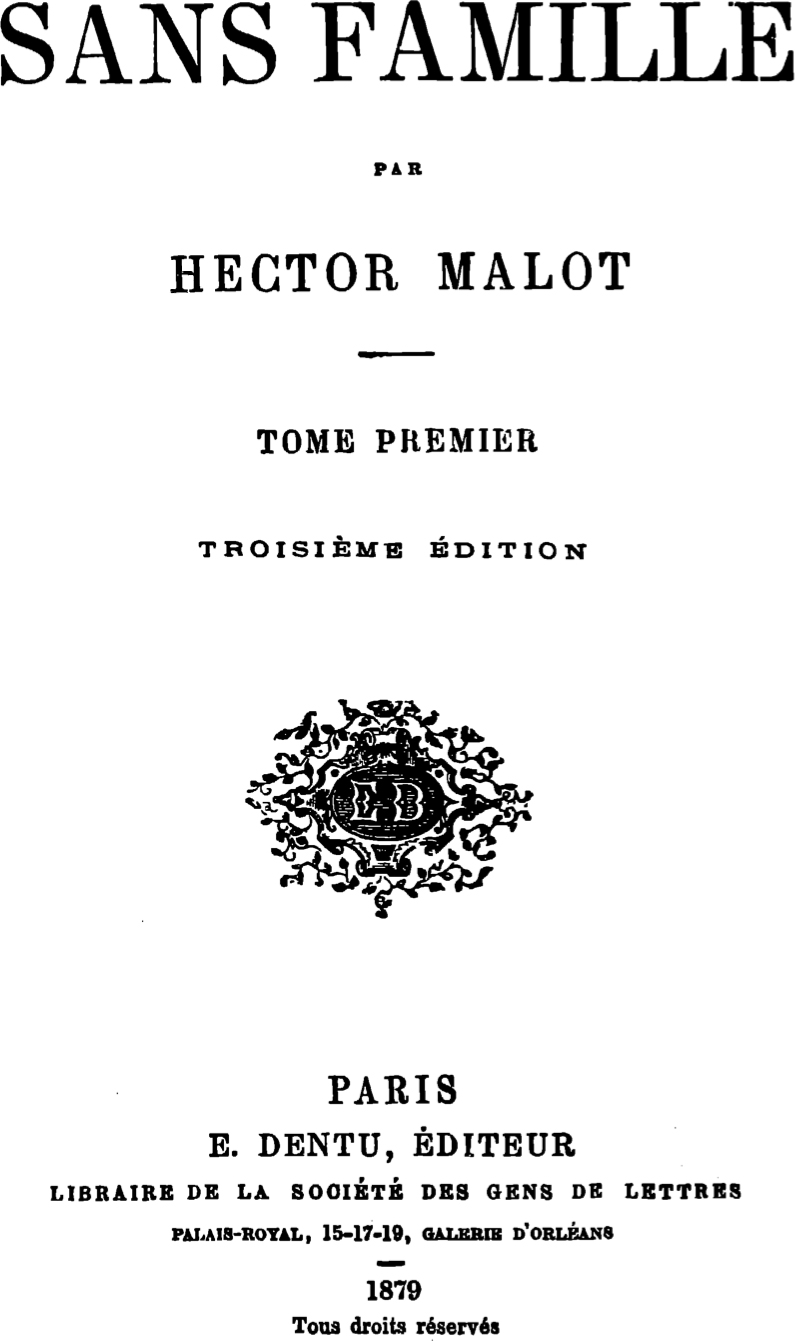
Sans famille

### Pubblicazione diSenza famiglia: l'apice della carriera
Nel 1878 pubblica la sua opera più celebre: Senza famiglia (Sans famille). Il romanzo riceve un'accoglienza favorevole di critica e di pubblico, tanto da essere premiato dall'Académie française. Racconta le avventure di un bambino abbandonato, Rémi, venduto dai genitori adottivi ad un artista ambulante, e il suo lungo peregrinaggio per contrade francesi e inglesi, alla ricerca delle sue origini. Malot dedica la sua opera alla figlia Lucie, la prima ad ascoltare ogni sera le avventure del piccolo Rémi. Con Senza famiglia la fama di Malot dapprima circoscritta al territorio della terza Repubblica, si diffonde in Europa attraverso numerose traduzioni. La vita dello scrittore tuttavia continua a scorrere nella riservatezza e nel lavoro incessante che la collaborazione ai giornali richiedeva.
Nel 1881, l'anno successivo alla morte della moglie Anna, Hector si risposa con Marthe Oudinot de La Faverie (1850-1920), con cui intraprenderà a partire dal 1882 diversi viaggi in Italia, Spagna, Grecia, Russia, Olanda, Svizzera, Nord Africa e Turchia: soggiorni che animeranno numerosi carnet di viaggio.

### Il ritiro a Fontenay-sous-Bois

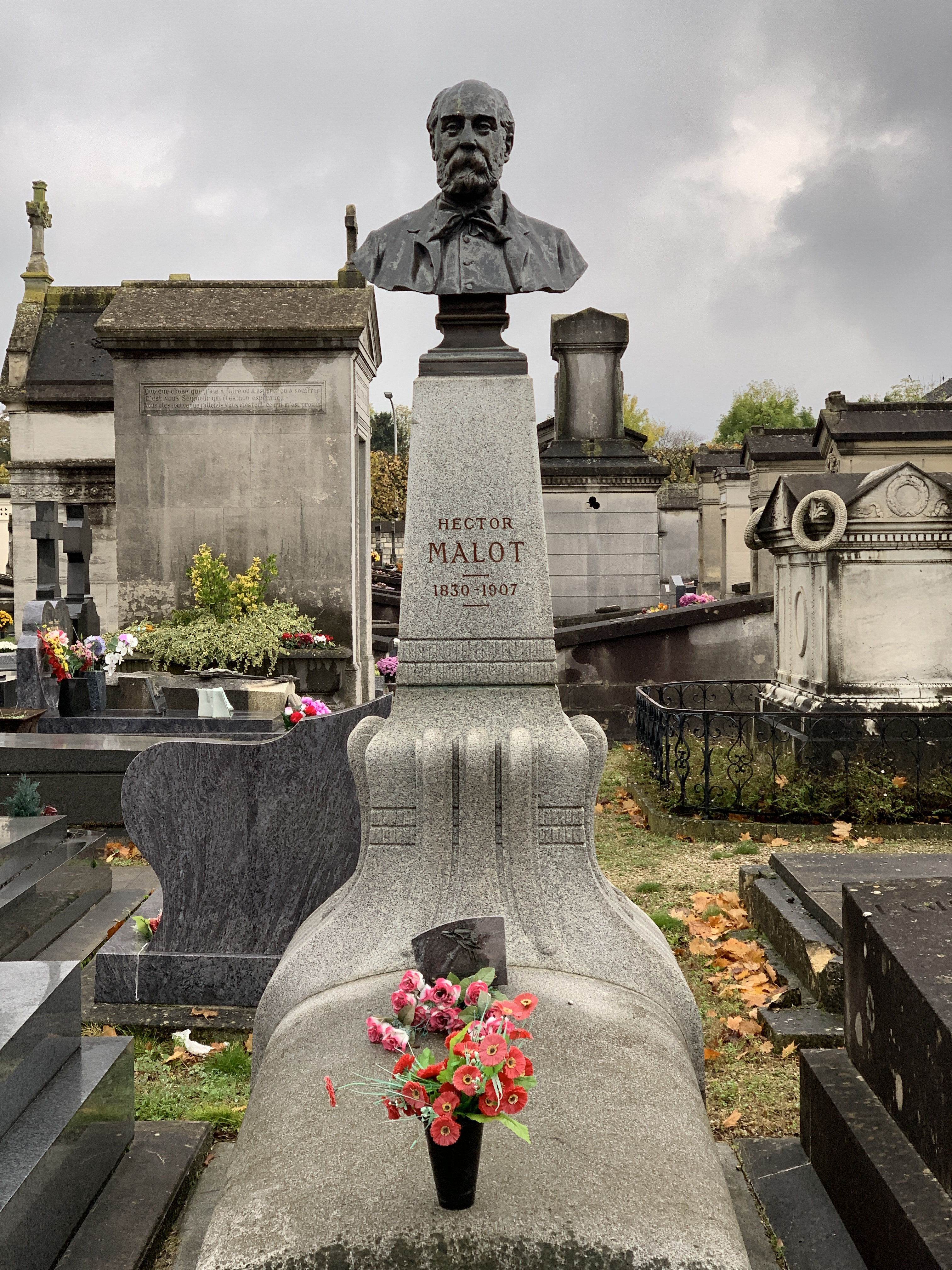
Tomba di Malot (Fontenay-sous-Bois).

Nel 1893, un anno dopo la pubblicazione del romanzo In famiglia, che aveva per protagonista una bambina, Perrine, nasce la sua nipotina che porterà lo stesso nome dell'eroina del romanzo. L'anno successivo pubblica Amours de vieux, da lui ritenuto il suo ultimo romanzo, avendo deciso di terminare la sua carriera letteraria a fini commerciali. Continua a scrivere dedicando le sue due ultime opere alla nipotina: un'opera autobiografica, Le roman de mes romans (Il romanzo dei miei romanzi), e un romanzo dedicato ai ragazzi, Le Mousse, pubblicato postumo per sua stessa decisione.
Colpito da paralisi nel 1905, Hector Malot muore due anni dopo nella sua casa di Fontenay-sous-Bois, in Avenue de la Dame Blanche, il 17 luglio 1907.

## Lo scrittore e l'opera

### Il realismo e l'influenza di Dickens
Seguendo l'esempio di Balzac, uno dei maggiori scrittori realisti francesi del XIX secolo, Malot cerca di dare ai suoi lettori una rappresentazione fedele della sua epoca. Durante i suoi viaggi in Europa e in altri paesi, lo scrittore teneva dei carnet (quaderni) in cui registrava fatti ed impressioni in modo il più possibile oggettivo, con lo scopo di rendere le sue pagine "des miroirs qui marchent" (degli specchi che camminano), come diceva Stendhal.  Nella stesura di un testo, Malot assegnava un ruolo particolarmente importante al lavoro preliminare, che doveva basarsi sull'attenta osservazione e annotazione della realtà descritta nei suoi romanzi. Prima di scrivere In famiglia, il romanzo ambientato in Piccardia nel nord della Francia, si recò in prima persona nella regione per documentarsi sul contesto che avrebbe riprodotto nel romanzo visitando fabbriche, torbiere e redigendo un consistente dossier preparatorio. Nel romanzo, oltre alla storia dell'orfana Perrine, vengono descritte le difficili condizioni di vita della classe operaia, e il conflitto fra lavoratori e proprietari. Ritraendo gli aspetti più crudi della società a lui contemporanea - ad esempio le condizioni malsane dei laboratori in cui si lavorava la canapa, il lavoro minorile, gli abusi a cui erano sottoposte le donne e le giovani ragazze da parte dei padroni, le paghe irrisorie e la diffusa piaga dell'alcolismo - crea nelle sue opere uno spazio di denuncia sociale.
Interessato al confronto e allo scambio con gli scrittori suoi contemporanei, Hector Malot incontrò nel 1860 Victor Hugo, uno dei maggiori autori francesi del romanticismo nonché importante personalità politica, e nel 1862 soggiornò in Inghilterra, a Londra, come inviato per l'Esposizione universale. Quest'ultima esperienza lo condusse a produrre diversi articoli dedicati alla vita e ai costumi inglesi, pubblicati nell'Opinion Nationale e raggruppati successivamente in un volume intitolato La vita moderna in Inghilterra. In questi articoli, più di quindici pagine sono dedicate al romanzo inglese, con una particolare attenzione a Charles Dickens, scrittore britannico molto popolare per i suoi romanzi sociali spesso incentrati sull'infanzia, con il quale Malot intraprese una corrispondenza epistolare. Allo scrittore inglese, molto diffuso in Francia attraverso le traduzioni, Malot riconobbe il merito di aver rilanciato un genere che dopo Walter Scott appariva spento e senza nuovi stimoli, grazie alla dimensione emozionale molto presente nelle sue opere, e ne lodò in particolare la vena moralistica, in grado di mostrare le ipocrisie dell'epoca, denunciando "l'isolamento delle classi" e "il trionfo degli interessi materiali".
Così come aveva fatto Charles Dickens nei confronti della società vittoriana, anche Hector Malot portò in scena la società del suo secolo, quella del Secondo Impero e degli inizi della Terza Repubblica. La critica letteraria Anne-Marie Cojez ha rilevato come traspaiano dalla lettura comparata delle opere dei due scrittori tematiche comuni e una simile visione del ruolo del romanzo. La lettura dei romanzi di Dickens influenza e orienta la scelta di Malot verso la composizione di un romanzo a tesi, basato sullo studio morale intrecciato a quello della dimensione sociale. Attraverso le storie raccontate egli denuncia aspetti della realtà sociale e politica francese, con lo scopo di stimolare una presa di coscienza dei problemi da parte dell'opinione pubblica Repubblicano e anticlericale, attraverso l'ironia delle sue opere esprime la sua opposizione al regime del Secondo Impero: condanna la corruzione, l'uso della superstizione da parte del clero per trarre benefici, le leggi contro il divorzio e per l'internamento dei malati mentali. Esprime avversione verso la morale che ricopre di disonore i bambini nati fuori dal matrimonio, i bambini abbandonati, le donne violentate.  Denuncia i danni prodotti dall'industrializzazione, fonte di miseria e disumanizzazione (In famiglia), la questione sociale (Senza famiglia, In famiglia), la condizione femminile (Les Epoux, Les Enfants, Un mariage sous le Second Empire), sottolinea l'importanza di un'educazione aperta che sviluppi curiosità e sensibilità (Romain Kalbris, Senza famiglia).

#### I feuilleton
Hector Malot è stato un romanziere francese molto prolifico, anche se la sua notorietà non sarà pari a quella di Flaubert, Zola, e Maupassant, gli scrittori più celebri della seconda metà del XIX secolo. I suoi feuilletons, prima di essere pubblicati dalle case editrici, comparivano a puntate nei più importanti giornali del Secondo Impero e della Terza Repubblica: Le Journal des Débats, Le Figaro, La Presse libre, Le Magasin d'éducation, Le Siècle, L'Illustration, Le Temps, La Revue de deux mondes. Attraverso la pubblicazione in feuilletons, Malot ricorreva ad alcune tecniche narrative proprie del romanzo popolare per mantenere viva l'attenzione dei lettori: coincidenze casuali, incontri imprevisti, sparizioni misteriose, colpi di scena. Tuttavia, il discredito di cui ha sofferto il romanzo popolare, accusato di sollecitare troppo l'emotività dei lettori, ha contribuito a gettare nell'oblio i romanzi di Malot destinati agli adulti. Autore di una sessantina di romanzi, di cui la metà ambientati in Normandia, tutta la sua opera destinata agli adulti è generalmente sconosciuta: egli è generalmente considerato come un feuilletoniste e autore per ragazzi. Anche i titoli che contano edizioni recenti sono romanzi per ragazzi: Romain Kalbris, Senza famiglia, In famiglia, e Le Mousse. I primi tre sono stati inizialmente pubblicati a puntate nei giornali dell'epoca: è il caso di Senza famiglia, apparso ad episodi nel Le Siècle, prima di essere pubblicato in due volumi nel 1878 dall'editore Dentu e successivamente nel 1880, in un'edizione illustrata da Émile Bayard presso l'editore Hetzel, e di In famiglia, pubblicato inizialmente nel Le Petit Journal, che appare poi in un unico volume illustrato da Lanos, nel 1893, presso l'editore Flammarion.

### L'interesse per la botanica
Nel corso dei secoli, il mondo della natura ha esercitato il suo fascino non solo sugli uomini di scienze come Carl von Linné (1707-1778) in Svezia, o Alexander von Humboldt (1769-1859) in Germania, che hanno sistematizzato la catalogazione delle piante, ma anche sugli uomini di lettere come Balzac, Baudelaire, Zola, e sullo stesso Hector Malot, che hanno dato spazio agli elementi vegetali nelle loro opere, individuando nella natura un potenziale artistico e creativo. Malot da appassionato di botanica, utilizza sistematicamente l'universo vegetale per integrare le trame, con l'intento pedagogico di mostrare simbolicamente l'opposizione morale tra il bene e il male: nella loro varietà, le piante, le erbe, i fiori, i frutti, accompagnano i personaggi verso epiloghi felici o funesti.

### I romanzi per l'infanzia

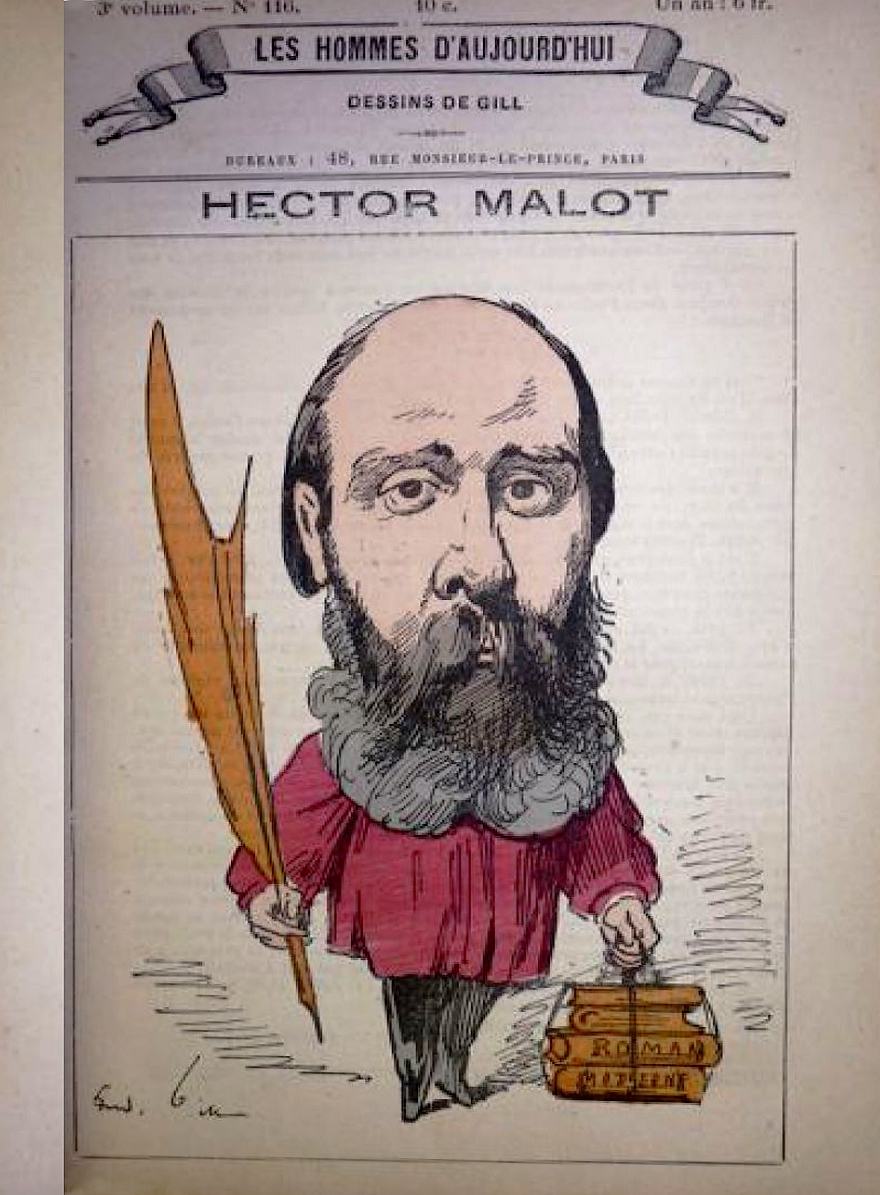
Una caricatura di Malot in Les Hommes d'aujourd'hui, n°116, 1881

Tema ricorrente di Malot è quello dei fanciulli abbandonati, al centro di numerose opere. I protagonisti delle due opere principali di Malot, Senza famiglia e In famiglia, sono due orfani, rispettivamente un bambino (Rémi) e una bambina (Perrine), accomunati da vicende simili. Molto spesso l'orfanello proviene da una famiglia ricca, ma l'abbandono lo costringe ad una vita di stenti che presenta tuttavia anche degli aspetti positivi: nel suo ambiente povero ma onesto, Rémi cresce generoso ed apprende dall'esperienza tutte le regole che gli permettono di cavarsela nella vita. Perrine, l'eroina di In famiglia, rimasta orfana, parte a piedi da Parigi per raggiungere il nonno nel villaggio di Maraucourt nella Somme, un industriale che ha fatto fortuna nella fabbricazione della iuta. La bambina, grazie alle sue qualità, conquista la fiducia dell'anziano e riesce a renderlo consapevole delle condizioni di miseria in cui versano i suoi operai: l'industriale insensibile si trasforma in un uomo generoso e innovatore, che costruirà alloggi, una mensa, un asilo, un ospedale e un centro ricreativo per i lavoratori della sua fabbrica.
Attraverso la creazione dei romanzi per l'infanzia, Malot intende toccare la sensibilità dei bambini e degli adolescenti, destare il loro immaginario, catturare la loro attenzione. Tutto ciò viene realizzato collocando i giovani protagonisti dei libri in situazioni eccezionali, che essi riescono ad affrontare trovando in loro stessi le risorse necessarie a superare gli ostacoli: forza di volontà, intelligenza, coraggio, tenacia.Senza famiglia, In famiglia, Romain Kalbris, Le Mousse, si possono considerare romanzi d'iniziazione. La perdita dei genitori sottopone i bambini orfani ad un certo numero di prove: la fame, il freddo, le intemperie, la fatica, le incertezze del domani, la perdita di riferimenti, ma anche l'ostilità di alcuni adulti. Nei confronti di questi ultimi, essi mantengono capacità di giudizio personale e d'iniziativa: se vengono fatti oggetti di comportamenti malevoli, i bambini si ribellano e mettono in discussione l'autorità dell'adulto, si sottraggono ad una autorità ingiusta.
La rappresentazione dei piccoli protagonisti delle opere di Malot, richiama il modello educativo dell'Emilio o dell'educazione di Rousseau. Nel pensiero pedagogico del filosofo francese è centrale l'idea che la formazione della personalità dei fanciulli debba compiersi a contatto con la natura, lontano dall'ambiente artificiale degli uomini, in modo che i pregiudizi e le ipocrisie d'ogni genere che la società inculca negli individui fin dalla loro infanzia, non corrompa le disposizioni naturali dell'essere umano. Ispirandosi a questo principio educativo, Malot crea il personaggio di Rémi (Senza famiglia), un bambino allevato in un piccolo villaggio della Francia centrale, Chavanon, profondamente legato alla natura; egli imparerà a conoscere il mondo non dai libri di scuola, ma per esperienza diretta. Anche Perrine (In famiglia), nata e cresciuta in India, non è mai andata a scuola e non ha mai conosciuto la società occidentale prima del suo arrivo in Europa. Come in Rousseau, i giovani personaggi di Malot sono naturalmente buoni, svolgono molta attività fisica, ritenuta essenziale per forgiare e fortificare sia lo spirito che il corpo (le lunghe camminate attraverso la campagna sono assai benefiche sia per Rémi sia per Perrine), e sono spesso impegnati in mestieri manuali: anche se di giovane età, Rémi sarà impegnato a fare il giardiniere e a lavorare in una miniera di carbone.

### Opere
- Victimes d'amour (trilogia)
  - 1859. Les Amants
  - 1865. Les Époux
  - 1866. Les Enfants
- 1860. Les Amours de Jacques
- 1862. La vie moderne en Angleterre
- 1869. Romain Kalbris

Avventure di Romain Kalbris: illustrato con 47 incisioni, Milano, Tip.editrice lombarda, 1875
Il piccolo Kalbris, Bologna, Capitol, 1962
- 1869. Un beau-frère
- 1870. Une bonne affaire
- 1870. Mme Obernin

La Signora Obernin, a cura di Dante Virgili, Bologna, Capitol, 1961
- 1872. Souvenirs d'un Blessé — include Suzanne, Miss Clifton
- 1872. Un curé de province
- 1872. Un miracle
- 1873. Un mariage sous le Second Empire
- 1873. La Belle Madame Donis
- 1873. Clotilde Martory
- 1874. Une belle-mère
- 1874. Le Mariage de Juliette
- 1874. Le Mari de Charlotte
- 1875. La Fille de la comédienne
- 1875. L'Héritage d'Arthur
- L'Auberge du Monde (quadrilogia)
  - 1875. Le Colonel Chamberlain 
  - 1875. La Marquise de Lucilière
  - 1876. Ida et Carmélita
  - 1876. Thérèse
- Les Batailles du mariage (trilogia)
  - 1877. Un bon jeune homme 
  - 1877. Comte du pape 
  - 1877. Marié par les prêtres
- 1878. Cara
- 1878. Sans famille

Senza famiglia: romanzo, Milano, Sonzogno, 1881
- 1879. Le Docteur Claude
- La Bohême tapageuse (trilogia)
  - 1880. Raphaëlle 
  - 1880. La duchesse d'Arvernes
  - 1880. Corysandre
- 1881. Une femme d'argent
- 1881. Pompon

Pompon: romanzo, Milano, Sonzogno, 1883.
- 1881. Séduction
- 1882. Les Millions honteux
- 1882. La Petite Sœur
- 1883. Paulette
- 1883. Les Besoigneux
- 1884. Marichette
- 1884. Micheline
- 1885. Le Sang bleu
- 1885. Le Lieutenant Bonnet
- 1886. Baccara
- 1886. Zyte
- 1887. Vices français
- 1887. Ghislaine (roman)
- 1888.Conscience (roman)
- 1888. Mondaine
- 1889. Justice
- 1889. Mariage riche (— include Mariage riche, Vire de bord, L'Ombre, Une peur, Sous le suaire, Le Magot, Le Café Adèle)
- 1890. Mère
- 1891. Anie
- 1892. Complices
- 1893. En Famille :In famiglia: romanzo, traduzione di Clotilde Massa; illustrazioni del pittore Luigi Togliatto, Alba, Edizioni Paoline, 1945.
- 1894. Amours de jeunes, amours de vieux
- 1895. Un nom
- 1896. Le Roman de mes romans
- 1997. Le Mousse (pubblicazione postuma)

## Adattamenti cinematografici e televisivi
L'universalità dei modelli proposti nei romanzi per l'infanzia contribuì al successo internazionale di Sans famille. Pubblicato anche in inglese e in olandese fin dal 1880, dal 1903 al 1986 conobbe non meno di 121 edizioni nelle più svariate lingue, fra cui giapponese, russo, ungherese, turco e vietnamita. L'opera fu anche adattata per il cinema e per la televisione: le prime versioni cinematografiche furono quelle curate dal regista Georges Monca nel 1913 e 1925; nel 1934 uscì Senza famiglia del regista Marc Allégret, seguito nel 1946 da Sans famille di Georgio Ferroni, a cui succedettero molte altre versioni; dallo stesso romanzo sono state tratte due serie TV anime, una nel 1977 prodotta da Tokyo Movie Shinsha intitolata Remi - Le sue avventure e l'altra nel 1996 prodotta da Nippon Animation e intitolata Remy la bambina senza famiglia in cui il protagonista è variato da maschio a femmina.
Di seguito i film cinematografici tratti dai romanzi di Malot:
- Sans famille
  - Sans famille, diretto da Georges Monca nel 1913
  - Sans famille, diretto da Georges Monca nel 1925
  - Sans famille, diretto da Marc Allégret nel 1934
  - Sans famille, diretto da André Michel nel 1958
  - Rémi sans famille, diretto da Antoine Blossier nel 2018
- Romain Kalbris
  - Romain Kalbris, diretto da Georges Denola nel 1911
  - Romain Kalbris, diretto da Georges Monca nel 1922